# Eure Mütter

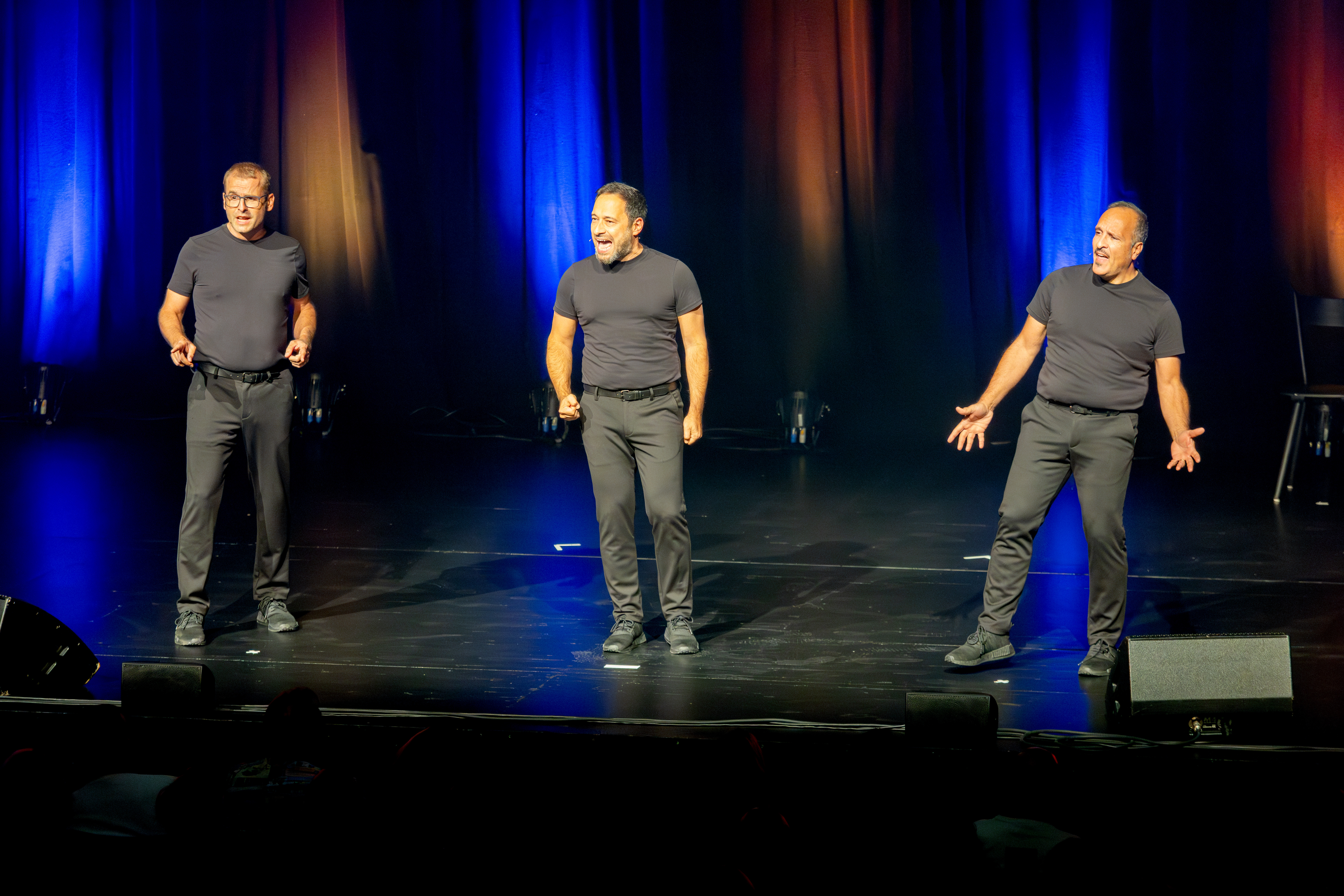
Eure Mütter bei der Mütternacht im Theaterhaus

Eure Mütter sind ein deutsches Komikertrio, bestehend aus Andreas Kraus, Donato Svezia und Matthias Weinmann. Eure Mütter arbeiten mit skurrilem, derbem Witz und Situationskomik, gemischt mit Gesang und Tanz.

## Werdegang
Kraus, Svezia und Weinmann wurden 1974 in Stuttgart geboren und kennen sich schon seit ihrer Kindheit, in der sie auch dieselbe Schule in Ostfildern besuchten. Svezia kommt aus einer italienischen Familie.
Ihr erstes Programm 2001 hieß Schieb, du Sau! Auf den Plakaten war ein kleines Mädchen zu sehen, das einen Kinderwagen schiebt, in dem seine Mutter sitzt. Der Nachfolger Runterschalten, Fresse halten! setzte ebenfalls auf derbe Pointen. Ab Februar 2007 waren Eure Mütter mit dem dritten Programm Nix da „Leck mich!“ Auf geht’s! auf Tour. Seit Mai 2006 moderieren Eure Mütter die Mütternacht im Stuttgarter Club Rosenau, bei der regelmäßig Komiker aus dem gesamten Bundesgebiet zu Gast sind.
Ihr viertes Programm mit dem Titel Ohne Scheiß: Schoko-Eis! wurde am 18. Februar 2010 in Stuttgart uraufgeführt. Das fünfte Programm trug den Namen Bloß nicht menstruieren jetzt und wurde am 25. September 2013 in Stuttgart uraufgeführt. Im Jahr 2016 liefern Eure Mütter einen Song zum Soundtrack des Heiner-Lauterbach-Films Frauen. Am 25. Januar 2017 fand die Premiere des sechsten Programms Das fette Stück fliegt wie ‘ne Eins! statt.
Zu ihren bekanntesten Nummern zählen Mein Sack, Die Schlange vor dem Damenklo, Manche Lieder waren fast verloren und das Finale jeder Show, Das Synchron-Haarewaschen, welches bei jedem ihrer Programme leicht variiert wird. Ein elementarer Bestandteil ihres Programms ist der Publikumswettbewerb während der Pause, der je nach Programm variiert. Die Sieger werden auf der Website des Trios genannt.
2017 hatten sie in der Tatort-Episode Stau einen Gastauftritt, ebenso 2021 in der Tatort-Episode Das ist unser Haus.
Während der COVID-19-Pandemie sendete die Gruppe regelmäßig Livestreams mit neuen und alten Werken auf YouTube. Am 24. April 2021 veranstalteten Eure Mütter einen Live-Songmarathon. 12 Stunden lang wurden 144 Songs gespielt. Viele Stücke wurden dabei mehrfach, auch direkt hintereinander, gespielt. Liedtitel konnten sich für eine Spende von 35 Euro gewünscht werden. Die Einnahmen wurden zwischen den Bandmitgliedern und deren Technikern zu gleichen Stücken aufgeteilt. Im Schnitt sahen knapp 2000 Menschen den Stream.

## Werke

### Bühnenprogramme
- Schieb, du Sau! (2001)
- Runterschalten, Fresse halten! (2004)
- Nix da, „Leck mich!“ Auf geht’s! (2007)
- Ohne Scheiß: Schoko-Eis! (2010)
- Schieb, Du Sau! EXTRA (2010)
- Bloß nicht menstruieren jetzt! (2013)
- Das fette Stück fliegt wie ’ne Eins! (2017)
- Ich find ja die alten geil! – Der heiße Scheiß aus den Jahren 1999 bis 2010 (2018)
- Bitte nicht am Lumpi saugen! (2020)
- Fisch Fromm Frisör (2023)

### DVDs
- Schieb, Du Sau! – Live Erscheinungsdatum: 28. Mai 2005
- Runterschalten, Fresse halten! – Live Erscheinungsdatum: 12. Juni 2006
- Nix da, „Leck mich!“ Auf geht’s! – Live Erscheinungsdatum: 28. Mai 2008
- Ohne Scheiß: Schoko-Eis! – Live Erscheinungsdatum: 4. April 2011
- Bloß nicht menstruieren jetzt! – Live Erscheinungsdatum: 12. Dezember 2014
- Das fette Stück fliegt wie ’ne Eins! – Live Erscheinungsdatum: 4. Juni 2018
- Ich find ja die Alten geil – Der heiße Scheiß aus den Jahren 1999 bis 2010 – Live Erscheinungsdatum: 21. November 2018
- Bitte nicht am Lumpi saugen! – Live Erscheinungsdatum: 8. Mai 2023
- Fisch fromm Frisör – Live (2024)
- Perlen vor die Säue – Das Best Of zum Jubiläum (2025)

### CDs
- Live in Europe (Live-CD zum Programm Schieb, Du Sau!)
- Leben in Europa (Live-CD zum Programm Schieb, Du Sau!); später umbenannt in Leben bei Eurem Opa
- Schöne Gefühle (Live-CD zum Programm Runterschalten, Fresse halten!)
- Platz 8 der Deutschen Album-Charts (Studio-CD zum Programm Nix da, „Leck mich!“ Auf geht’s!)
- C’est shit (Live-CD zum Programm Ohne Scheiß: Schoko-Eis!)
- Der Hut von Hoss (Live-CD zum Programm Schieb, Du Sau! EXTRA. Es handelt sich um eine Neuaufnahme von Nummern aus Schieb, Du Sau! und Runterschalten, Fresse halten!)
- Birgit Schäfer (Live-CD zum Programm Bloß nicht menstruieren jetzt!)
- Nino, der Angelo (Live-CD zum Programm Das fette Stück fliegt wie ’ne Eins!)
- Urlaub auf dem Bauernbrot (Live-CD zum Programm Bitte nicht am Lumpi saugen!)
- Das Ende der Erotik (Live-CD zum Programm Fisch Fromm Frisör)

### Singles
- Gefühle, wo man schwer beschreiben kann (2005)
- Weihnachten in der Schweiz (2020)
- Lockdown Funk (EP, 2020)
- Meine Fresse, Homeschooling (2021)

## Auszeichnungen
- 2002: Stuttgarter Besen
- 2003: Melsunger Kabarettpreis
- 2003: Kleinkunstpreis Baden-Württemberg
- 2004: Lindener sPEZIALIST
- 2010: Deutscher Meister der ersten Kabarettbundesliga